# WolfQuest
WolfQuest — игра-симулятор жизни волка в Йеллоустонском национальном парке, разработанная его командой и компанией Eduweb. Демоверсия игры вышла 31 октября 2007 года. 21 декабря 2007 года игра стала доступна для бесплатной загрузки из интернета с официального сайта, для Mac OS X и Windows XP. Дополненная версия была выпущена 23 апреля 2008 года. 1 января 2010 года была выпущена вторая часть игры под названием WolfQuest: Survival of the Pack. На данный момент доступна к скачиванию версия 2.7, которая вышла 17 ноября 2015 года.

## Награда NSF
В сентябре 2006 года Национальный научный фонд США наградил зоопарк Миннесоты и Eduweb грантом в размере 508,253$ на улучшение и дальнейшую разработку WolfQuest. Это первая видеоигра, финансируемая Национальным научным фондом в рамках гранта № 0610427.

## Геймплей
Игра может происходить как в режиме одного игрока, так и в режиме мультиплеера. В одиночной игре игрок выступает в роли волка в Йеллоустонском национальном парке. Для выживания необходимо охотиться на оленей вапити, зайцев или питаться телами мёртвых оленей. В процессе охоты на оленя, особенно самца, волк может получить серьёзный урон или даже погибнуть. Другими животными, присутствующими в игре, являются поедающие падаль койоты и медведи гризли, которых можно отогнать, не вступая с ними в схватку. Цель игры — найти партнёра, который, в случае успеха, будет помогать игроку. Персонаж может ходить, бегать, прыгать, хватать добычу зубами и выть. Также доступен режим визуального отображения обоняния волка, с помощью которого игрок может отслеживать добычу на расстоянии и находить своих сородичей. Общение между волками, в отличие от основного геймплея, происходит в пошаговом режиме.
При создании своего волка игроки могут свободно выбирать пол, окрас, параметры и имя для него. Имеется пять различных окрасов на выбор, двумя ползунками игроки могут изменить оттенок шерсти. Как и настоящие волки, самцы крупнее по размеру, чем самки. Максимальная сила у самцов также больше, чем у самок.
В мультиплеере геймплей такой же, как и в одиночной игре, но имеются два отличия. Игрок может созвать стаю размером до 5 волков, включая самого игрока, но не может завести партнёра.

## WolfQuest эпизод 2: Slough Creek
Продолжение WolfQuest: Amethyst Mountain, WolfQuest: Slough Creek была выпущена 1 января 2010 как часть «Survival of the Pack». Из нововведений можно отметить улучшенную графику игры, в частности, более детализированные природные пейзажи. Игрок со своим партнёром, найденным в первой части игры, создают стаю, в которой рождаются детёныши. В течение второго эпизода игроку требуется защищать волчат от внешних опасностей и обеспечивать пищей. Необходимо регулярно метить территорию, отгонять врагов, следить за тем, чтобы щенки не ушли далеко от логова, и приносить им пищу. В этом вам будет помогать ваш партнёр из первой части игры. В конце ваша стая должна добраться до пихтовых лесов — то есть, до так называемого «Летнего лагеря».
Эпизод Amethyst Mountain был включён в эпизод Slough Creek, поэтому его дополнительная установка или удаление не требуются.

## Награды
WolfQuest была удостоена нескольких наград на конференции Unite 2008. WolfQuest получила специальные премии и признание в двух категориях — Лучшая серьёзная игра и Лучшая игра.